# Roger Apéry
Roger Apéry (Rouen, 14 novembre 1916 – Caen, 18 dicembre 1994) è stato un matematico francese, noto per aver dimostrato il teorema di Apéry; il teorema asserisce che ζ(3) è un numero irrazionale, dove ζ rappresenta la funzione zeta di Riemann.
Tale numero è oggi chiamato costante di Apéry.

## Biografia
Nato a Rouen da madre francese e padre greco, Roger Apéry studiò presso l'École Normale Supérieure, con un anno d'interruzione degli studi in quanto prigioniero di guerra durante la Seconda guerra mondiale. Successivamente fu nominato Lecteur a Rennes. Nel 1949 diventò professore presso l'Università di Caen, dove rimase fino alla pensione. Morì dopo lunga malattia nel 1994.
La sua scoperta più importante è la già citata dimostrazione dell'irrazionalità di ζ(3), presentata nel 1977. Questa dimostrazione è stata la prima - essendo a tutto il 2016 ancora l'unica - che riguardi l'irrazionalità dei valori della funzione zeta in corrispondenza dei numeri dispari. Dal 1977 diversi matematici si sono impegnati nella formulazione della cosiddetta "sequenza di Apéry", come base per dimostrare l'irrazionalità di altri valori di questo tipo. 
Apéry fu anche un noto attivista politico e per alcuni anni è stato presidente del Partito Radicale del Calvados. Si ritirò dalla politica dopo le riforme istituite da Edgar Faure in seguito al Sessantotto.